# Putiki
Putiki ou Pūtiki est une localité du district de Whanganui dans la région de Manawatū-Whanganui, située dans l’île du Nord de la Nouvelle-Zélande.

## Situation
Elle est localisée au niveau du fleuve Whanganui au-delà de la ville de Wanganui .
Elle inclut l’intersection de la route State Highway 3/S H 3 (en) et de la route State Highway 4/S H 4 (en).

## Histoire
Le village a été établi autour du Pā de Pūtiki, un terrain de rassemblement tribal des Ngāti Tumango (en) et des Ngāti Tupoho (en).
Il est caractérisé par la maison de rencontre nommée « Te Paku o Te Rangi », aussi connue comme la maison « Aotea» .

### AuXIXesiècle
Pūtiki Pā, est enregistré de façon variée comme « Putiki Wharanui », « Putiki Wharenui » , « Putiki Warenui», ou par son nom complet qui est «Putiki-wharanui-a-Tamatea-pokai-whenua », comme un pā bien établi, bien avant l’arrivée des européens
Il fut attaqué par les Ngāti Toa lors d’un siège sanglant de 2 mois au cours de l’année 1828 ou 1829.
Environ 400 résidents locaux furent tués dans les affrontements.
Pūtiki était la principale localité Māori au niveau de l’embouchure du fleuve Whanganui, quand les Européens commencèrent à s’installer sur le parcours de la rivière dans les années 1840.
Les Māori de Pūtiki signèrent un accord pour l’achat de terres par Edward Gibbon Wakefield pour ce qui deviendra le centre-ville de Wanganui, mais les chefs, plus tard, dirent qu’ils ne considéraient pas l’accord comme étant significatif d’une vente .
Une station de la mission de la Church Missionary Society fut établie à côté du village dès 1841 .
De nombreux leaders se convertirent au Christianisme.
Le missionnaire Richard Taylor supervisa l’établissement du premier moulin de la région au niveau du « Awarua Stream » en 1945.
Le blé était cultivé localement, broyé en farine et utilisé pour faire du pain, une denrée de base à l’époque coloniale.
Les européens formèrent le centre-ville de Wanganui de part et d’autre du fleuve.
Les personnes vivant à Pūtiki avaient des relations économiques fortes avec la nouvelle colonie et avait plutôt une attitude protectrice envers eux.
Les Māori  de Pūtiki se battirent en 1847 aux côtés des forces de la Couronne contre les Māori venant de plus haut en amont du fleuve, capturant 6 hommes, qui avaient tué un fermier local :John Alexander Gilfillan, sa femme Mary et leurs 3 enfants.
Ils se battirent aussi aux côtés des forces de la Couronne en 1864, lors d’une autre bataille contre les Māori de Pai Mārire en amont du fleuve au niveau de île de Moutoa (en), pour protéger le centre de la ville européenne.
L’année suivante, une femme européenne donna aux Māoris de Pūtiki une grande bannière pour  célébrer la victoire , .
Une photographie détenue par la Bibliothèque nationale de Nouvelle-Zélande montre la rencontre entre les Māoris de Pūtiki et le Gouverneur George Grey durant une cérémonie au niveau du pā en 1864.
En 1986, Mete Paetahi, un chef des Ngāti Poutama (en) de Pūtiki, devint le premier MP élu pour l’électorat Western Māori (en) .

### XXesiècle
Deux bataillons Maori furent fêtés à leur retour à Pūtiki Pā en mai 1919 après s’être battus lors de la campagne de Gallipoli ou Bataille des Dardanelles et sur le front ouest lors de la première Guerre mondiale .
Ce fut le seul bataillon, qui revint en Nouvelle-Zélande sous forme d’une unité complète et il fut accueilli avec une parade enthousiaste et des réceptions à travers tout le pays .
Le drapeau de Moutoa flotte depuis 1865 lors de chaque évènement ,.
Le 5 décembre 1937, l’évêque: Bishop F.A. Bennett consacra l’église Mémorial Saint-Paul sur le site de la mission chrétienne d’origine de 1841.
Ce fut la cinquième église érigée sur ce site; les quatre églises précédentes ont été détruites par le feu, les inondations, les tremblements de terre et par la pourriture sèche du bois .
L’église fut construite comme un mémorial pour ceux, qui ont perdu la vie, qui servaient l’église anglicane depuis que la mission fut établie là pour la première fois .
L’église est pleine et conventionnelle vue de l’extérieur, mais à l’intérieur, elle est caractérisée par des sculptures Māori étendues et des oeuvres d’art .
Sir Apirana Ngata fit venir des maîtres et des étudiants en sculpture pour créer les sculptures et quatre femmes furent envoyées à Wellington apprendre les motifs de tissages « harakeke tukutuku ».
Le 22 décembre 1963, le Gouverneur-Général: Sir Bernard Fergusson inaugura une croix de mémorial encadrée au niveau de l’église, dédicacée aux Māoris locaux et aux européens, qui sont morts lors des deux guerres mondiales .
La croix est maintenant présentée au niveau du porche de l’église, sous une plaque mémorial pour « Te Teira et Henare Metekingi » qui sont morts pendant la première guerre mondiale.

## Éducation
L’école Māori « Te Kura Kaupapa » nommée « o Te Atihaunui-A-Paparangi » est une école publique d’état, mixte, en immersion langue Māori assurant le primaire pour les enfants allant des années 1 à 8  ,  avec un effectif de 89 élèves en 2020 .